# بازار خاکستری

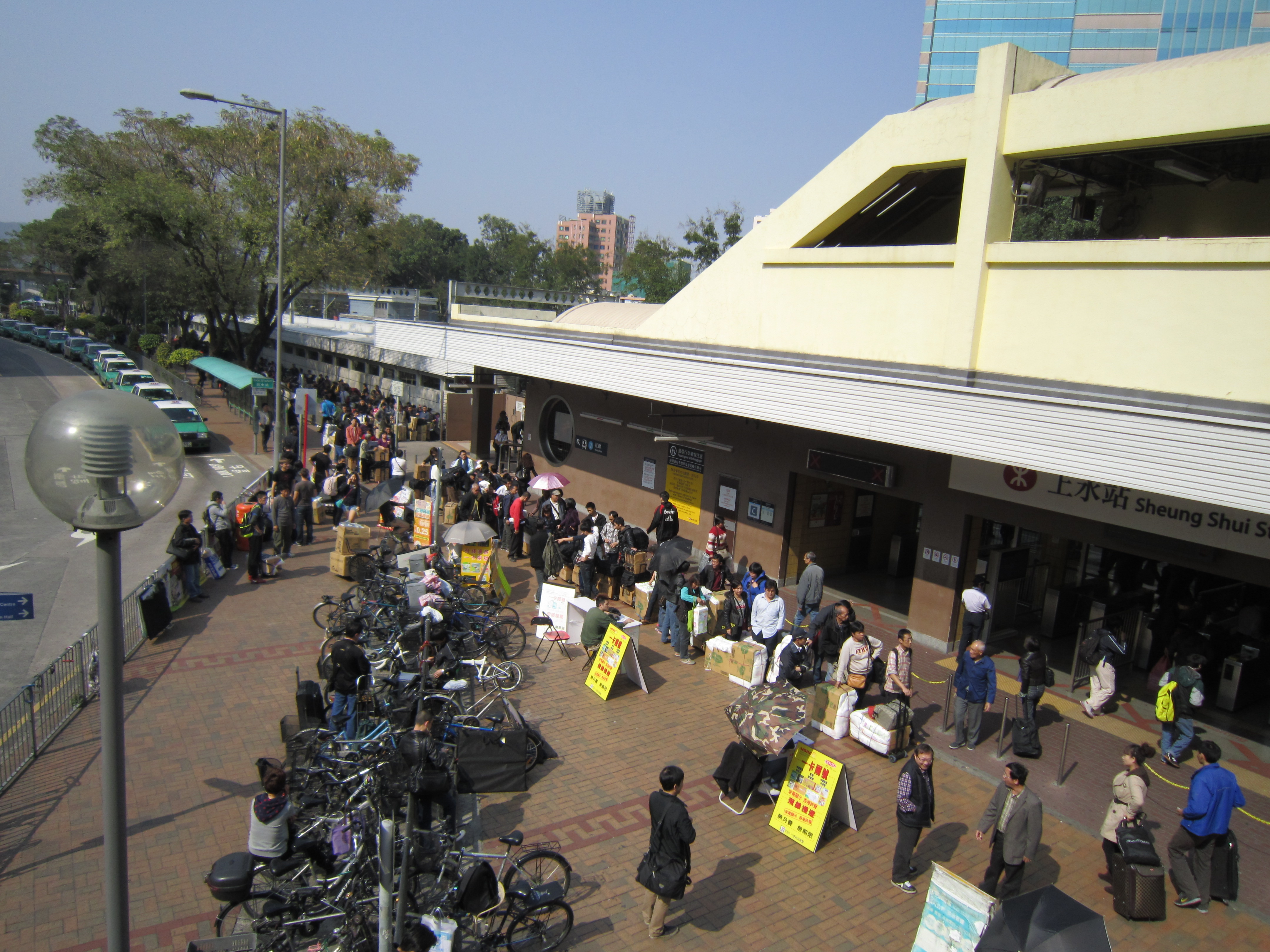
تاجران واردات موازی

بازار خاکستری (انگلیسی: Grey market) یا واردات موازی، وقتی که اختلاف قیمت‌ها در ارتباط با محصول تولیدی خاص، در دو کشور (یا دو بازار) زیاد می‌شود، خریداران یا ریسک‌پذیران مستقل وارد بازار می‌شوند و محصولات را در کشورهای ارزان قیمت می‌خرند و مجدداً به کشورهای با قیمت بالاتر صادر می‌کنند، که در پی آن از اختلاف قیمت‌ها سود می‌برند. این رفتار آربیتراژی، واردات موازی یا بازار خاکستری نامیده می‌شود. 
از آنجا که برخی از شرکت‌های بین‌المللی به‌طور همزمان محصولات استاندارد و یکسان خود را در چندین بازار خارجی بازاریابی می‌کنند، این شرکت‌ها و کانال‌های مجاز توزیع کالاهای آن‌ها، با پدیده‌ای ناخوشایند مواجه می‌شوند که به بازار خاکستری مشهور است. بازارهای خاکستری معمولاً توزیع‌کنندگان و دلالان غیرمجاز را شامل می‌شوند که با خرید محصولات یک شرکت در بازارهای ارزان و فروش آن‌ها در بازارهای گران‌تر، برنامه‌های کانال‌های مجاز توزیع را مختل و بی‌اثر می‌کنند. اگر چه این فعالیت‌ها همیشه توسط دولت‌ها غیرقانونی تشخیص داده می‌شوند، اما شرکت‌های بین‌المللی همواره نگران بازارهای خاکستری هستند؛ چرا که این بازارها باعث کاهش فروش آن‌ها از کانال‌های قانونی می‌شوند؛ همچنین استراتژی‌های قیمت‌گذاری و توزیع را نیز مختل می‌کنند. حجم گردش مالی بازارهای خاکستری تنها در حوزه فناوری اطلاعات در سال ۲۰۰۳ بالغ بر چهار میلیارد دلار برآورد شده‌است.